# 계몽절대주의

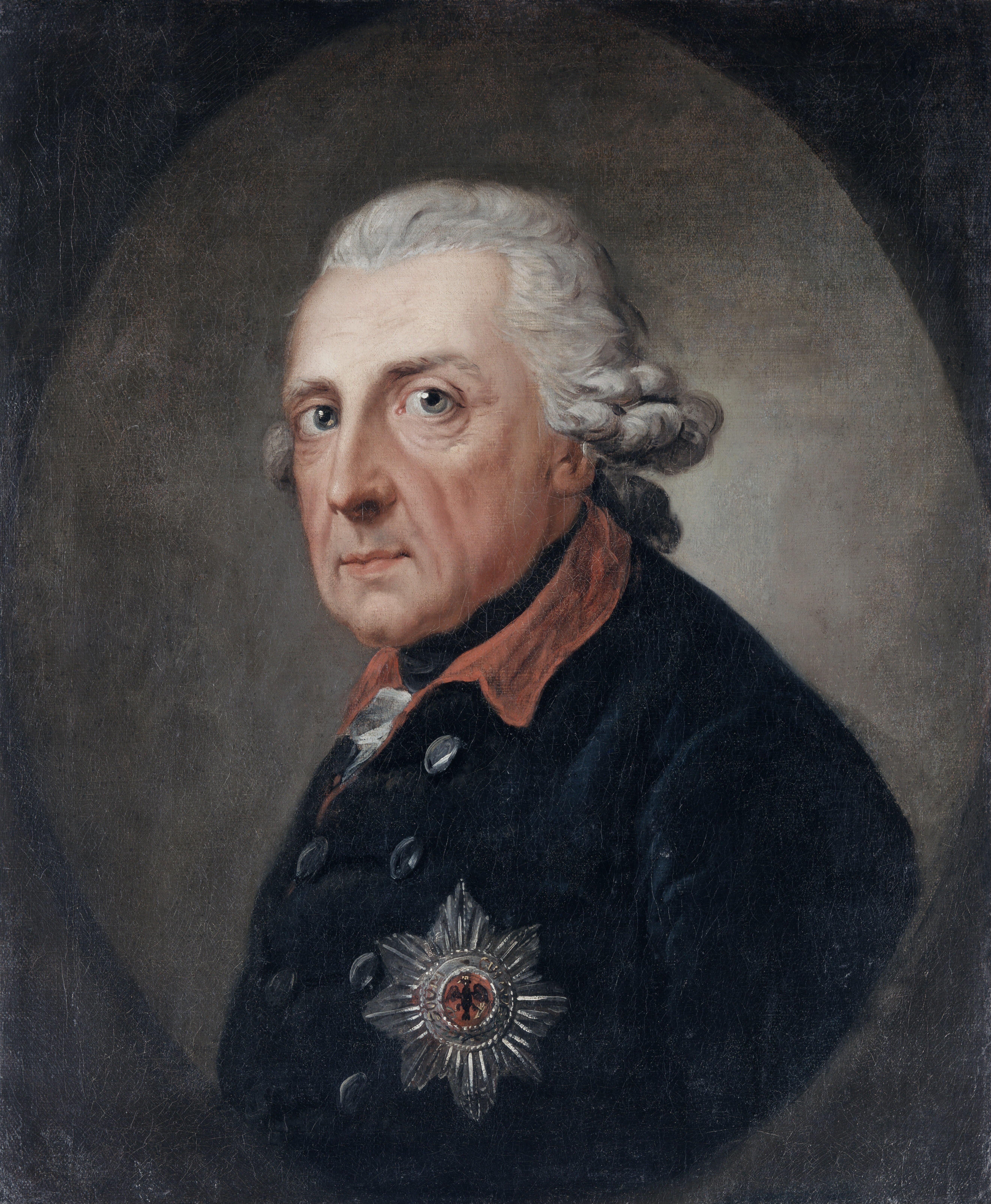
계몽절대주의를 주장한 대표적인 군주 프리드리히 대왕

계몽절대주의(영어: Enlightened absolutism)는 18세기에 전개된 계몽사상을 실제의 정치에 실시하려고 한 절대주의의 정치형태이다. 특히 동유럽의 절대주의는 계몽적 전제정치라는 특징이 있다. 계몽전제주의 또는 개명전제주의라고도 한다.
본래 절대주의는 봉건사회의 해체와 부르주아지의 성장과정에서 성립된 것인데 동구 등 자본주의의 발전이 늦은 나라에서는 전제군주가 시민계급의 등장을 앞에 두고 개명적인 국내개혁을 단행해서 아래로부터의 개혁의지를 흡수하려고 했다. 프로이센의 프리드리히 2세(프레더리크 2세), 오스트리아의 마리아 테레지아(마리아 테레사)와 요제프 2세, 러시아의 예카테리나 2세의 통치는 그 전형이라 하며, 그들은 계몽사상의 영향을 받아서 개명적인 사회 개혁을 실시하고 정치·경제의 근대화를 수행하여 강력한 근대국가체제 수립을 도모했다.
그와 같은 위로부터의 개혁은 봉건적 여러 관계가 강하게 남아서 자본주의의 발달이 미숙한 동유럽 여러 나라가 서유럽의 선진국에 대항할 필요에서 실시된 것이었다. 따라서 봉건 귀족적 세력을 유지하면서 왕권을 강화하고 국력의 증대를 꾀하는 것이 목표가 되었으며, 개혁에는 일정한 한계가 있어 본질적으로는 절대주의임에 변함이 없었다. 독일에서는 30년 전쟁의 황폐 속에서 비교적 피해가 적었던 프로이센과 오스트리아가 확대를 개시하였고, 18세기에는 계몽적 전제정치 아래 강화된 양국이 독일의 지도권을 둘러싸고 격렬하게 대항하기에 이르렀다.
특히 융커의 나라인 프로이센은 그 성격을 최대한으로 살려서 강력한 군국주의 국가로 발전하였으며, 프리드리히 2세 통치시대에 두 번이나 오스트리아와의 전쟁에서 승리를 거둠으로써 독일에서뿐만 아니라 유럽에서도 강국의 지위를 확립했다. 18세기 후반 3회에 걸쳐서 러시아, 오스트리아와 함께 폴란드를 분할하여 더욱더 강대하게 되었다. 오스트리아는 국내에 많은 이민족이 있어 마리아 테레지아, 요제프 2세에 의한 개혁도 별로 효과를 올리지 못하여, 차차 독일 통일을 지도하는 입장을 잃기 시작했다.

## 같이 보기
- 철인왕
- 사회제국주의
- 부드러운 전제 정치

## 참고 자료
- 이 문서에는 다음커뮤니케이션(현 카카오)에서 GFDL 또는 CC-SA 라이선스로 배포한 글로벌 세계대백과사전의 내용을 기초로 작성된 글이 포함되어 있습니다.